# Leopold Haar
Leopold Haar (wł. Chaskiel Springer) (ur. 9 kwietnia 1910 w Tarnowie, zm. 24 listopada 1954 w São Paulo) – polski grafik i dekorator, autor tekstów i muzyk.

## Życiorys
Urodził się jako Chaskiel Springer w rodzinie zasymilowanych Żydów, używał pseudonimów Leopold Haar lub Poli Haar. Studiował na Akademii Sztuk Pięknych w Krakowie, którą ukończył z dyplomem grafika i dekoratora. Podczas studiów Leopold Haar z bratem Zygmuntem założyli Orkiestrę Akademicką „Szał”, z którą występowali w wielu miastach. Leopold Haar grał na pianinie, klarnecie lub był dyrygentem, również komponował muzykę i pisał do niej teksty. Był autorem popularnego lwowskiego szlagieru „Tango Łyczakowskie”. Po zakończeniu nauki bracia zakończyli występy orkiestry „Szał” i powołali do życia orkiestrę jazzową „Silver Jazz”, z którą występowali w południowej części kraju. W 1939 osiadł w Łodzi, gdzie występował w lokalu z dansingiem „Tabarin”.
Po wybuchu II wojny światowej walczył w kampanii wrześniowej, a później przedostał się do Lwowa, gdzie grał w orkiestrze. Po wkroczeniu do Lwowa wojsk niemieckich przedostał się w głąb Związku Radzieckiego i zaciągnął się do 7 Dywizji Piechoty. Gdy gen. Władysław Anders tworzył polską armię Leopold Haar wstąpił do 2 Korpusu, gdzie służył w Wydziale Kultury i Prasy. Podczas szlaku bojowego tworzył, był malarzem i liternikiem. Zakończenie wojny zastało go we Włoszech, gdzie pozostał do końca 1946, a następnie wyjechał do Brazylii i osiadł w Porto Alegre. Podjął pracę ilustratora magazynu „Globe”, ale po dwóch latach zrezygnował z tej pracy i przeniósł się do Kurytyby, gdzie razem z bratem Zygmuntem założyli studio fotograficzne „Haar Studios”. W 1950 otrzymał obywatelstwo brazylijskie i zamieszkał w São Paulo, gdzie podjął pracę w agencji reklamy i propagandy. Rok później został wykładowcą kompozycji i wzornictwa przemysłowego w Instytucie Sztuki Współczesnej, który działał przy Muzeum Sztuki w São Paulo. Ponadto nawiązał współpracę z Hermelindo Fiaminghi, z którym współtworzył Szkołę Reklamy. Został głównym projektantem i kierownikiem artystycznym pierwszej Światowej Wystawy Kawy, która została zorganizowana w Kurytybie. W 1952 wziął udział w pierwszym Międzynarodowym Biennale Sztuki w São Paulo i przyłączył się do założonej przez Waldemara Cordeiro Grupy Ruptura, która skupiała tzw. konkretystów. W tym samym roku wystawił swoje prace na wernisażu Grupy Ruptura. Zmarł w 1954 w wieku 44 lat.
Bracia Leopold i Zygmunt Haar byli projektantami odznaki pamiątkowej 2.Korpusu Polskiego. Odznakę wyprodukowała w 1946 roku rzymska medaliernia Societa Italiana Per L’Arte Medaglia.